# Barockfagott

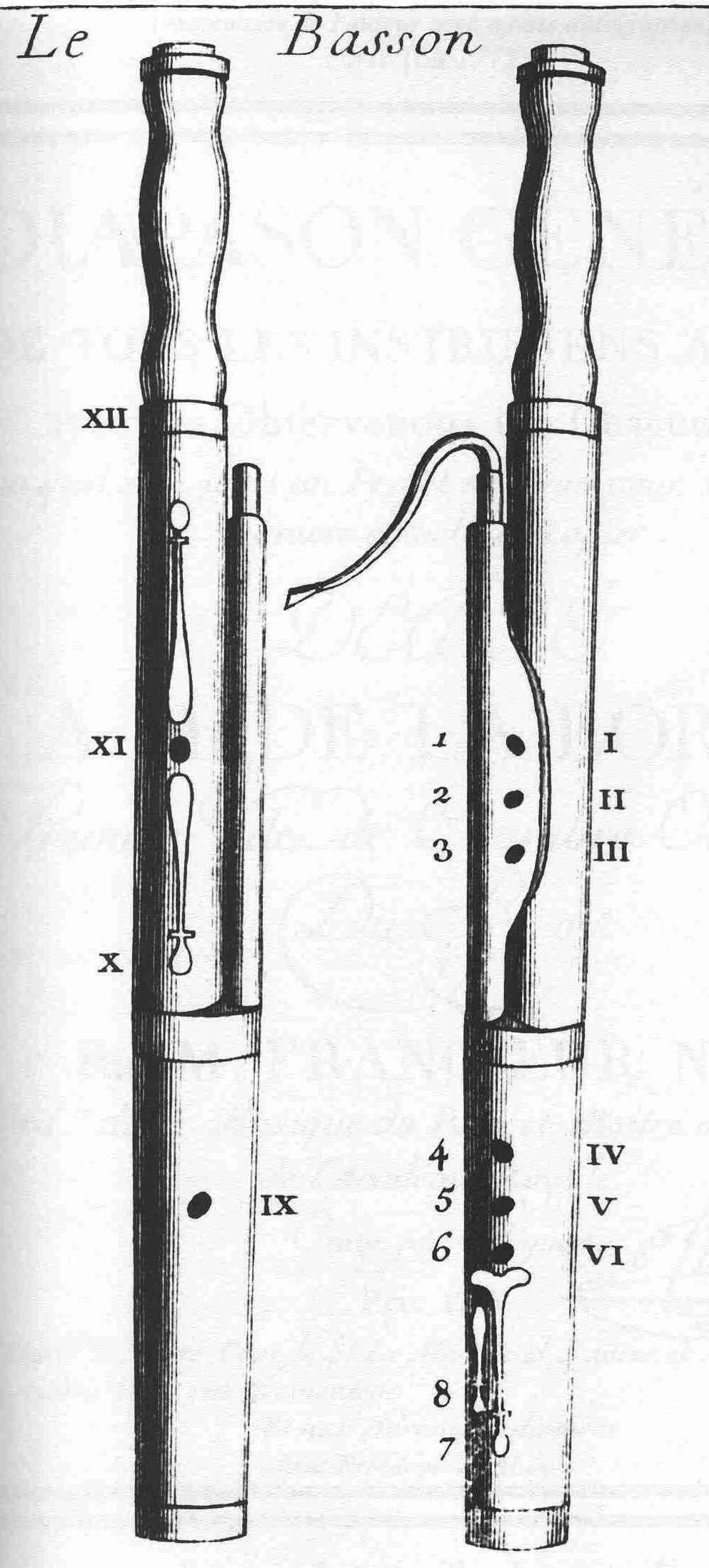
Ein Barockfagott mit 4 Klappen (B, D, As und F)

Das Barockfagott ist jene Bauform des Fagotts, das zusammen mit der Barockoboe um die Mitte des 17. Jahrhunderts im Umkreis des französischen Königshofes (z. B. Jean de Hotteterre) entstand und die heutzutage im Rahmen der historischen Aufführungspraxis für die Wiedergabe von Barockmusik eingesetzt wird.
Der Tonumfang reicht von Kontra-B bis g’; z. T. wird auch a’ gefordert.
Als direkter Vorläufer des Instruments ist der Dulzian anzusehen, der in frühbarocken Partituren auch häufig als Fagotto bezeichnet wurde. Neuerungen beim Barockfagott waren die Aufteilung des Instruments in mehrere voneinander trennbare Teilstücke, v. a. der beiden Röhren, eine engere Mensur, ein verändertes Endstück und drei bis vier Klappen besonders für die tiefsten Töne. Die Teilstücke konnten präziser hergestellt werden als der aus einem Stück gefertigte Dulzian; außerdem waren die Einzelteile leichter transportierbar.
Das Fagott war im Barock ein zentrales Instrument des Basso continuo. Zusammen mit den Oboen wurde es häufig von den Komponisten im Verlauf eines Stückes als Klangfarbe dazu- und wieder weg„geschaltet“. Auch als Soloinstrument wurde es verschiedentlich eingesetzt, besonders bei Antonio Vivaldi. Erste Solosonaten für Fagott und Basso continuo gibt es von Johann Ernst Galliard und Georg Philipp Telemann. Der Klang des barocken Instruments ist im Gegensatz zum heutigen Fagott eher rau, weniger nasal. Nur selten wurde es im Barockorchester paarweise eingesetzt, wie z. B. im „Quoniam“ von Bachs h-Moll-Messe.
Das Fagott erfuhr bis ca. 1780 kaum Veränderungen, dann wurden ihm im Zuge der Weiterentwicklung der anderen Instrumente ebenfalls Halbtonlöcher und ein entsprechendes Klappensystem hinzugefügt, so dass nach und nach das moderne Fagott entstand.

## Kontrafagott
Von dem in Nordhausen wirkenden „Pfeifenmacher“ Andreas Eichentopf (1670–1721) hat ein Kontrafagott, das größte bekannte von damals, die Zeit überdauert. Es hat eine Länge von 2,68 m und eine akustische Länge von 4,5 m. Ausgehend von diesem einzigen Instrument, welches aus seiner Werkstatt bekannt ist und sich im Musikinstrumentenmuseum Leipzig befindet, bezeichnen Experten Eichentopf als einen großen Meister seines Fachs.

## Einige bekannte Barockfagottisten
- Maurizio Barigione
- Giorgio Mandolesi
- Alberto Grazzi
- Sergio Azzolini
- Christian Beuse
- Otto Fleischmann
- David Mings
- Marc Minkowski
- Jérémie Papasergio
- Adrian Rovatkay
- Jochen Schneider
- Milan Turković
- Mark Vallon